# John J. McNamara
Pour les articles homonymes, voir John McNamara (homonymie) et McNamara.
John J. McNamara est un skipper américain né le 7 février 1932 à Boston et mort le 24 octobre 1986 dans la même ville.

## Carrière
John J. McNamara obtient une médaille de bronze dans la catégorie des 5.5 Metre des Jeux olympiques d'été de 1964 à Tokyo.